# Ekhard I van Meißen
Ekhard I van Meißen (ca. 950 - Palts Pöhlde - in Herzberg am Harz -, 30 april 1002) was markgraaf van Meißen en hertog van Thüringen. In 1002 stelde hij zich kandidaat voor het koningschap van Duitsland maar werd door tegenstanders vermoord.

## Leven
Ekhard was de oudste zoon van markgraaf Gunther van Meißen en Dubravka van Bohemen. In 987 moest Boleslav II van Bohemen de bezetting van Meißen opgeven en werd Ekhard door keizer Otto III aangewezen als markgraaf. In 990 probeerde hij een vrede te bemiddelen tussen Polen en Bohemen, maar hij werd onderweg gevangengenomen door de Abodriten. Door bemiddeling van Bolesław I van Polen kwam hij snel weer vrij en Ekhard en Bolesław (die halfbroers waren) sloten een verbond. Rond deze tijd werd Ekhard door de edelen van Thüringen tot hertog gekozen. Ekhard was een belangrijke legeraanvoerder tijdens de Italiaanse veldtochten van Otto III.

## Koningsverkiezing van 1002
Otto overleed in januari 1002, zonder kinderen en zonder een opvolger te hebben aangewezen. Daarop ontstond een fel politiek conflict om de opvolging tussen Ekhard, hertog Herman II van Zwaben en hertog Hendrik van Beieren.
Ekhard organiseerde een bijeenkomst van Saksische edelen en bisschoppen in Schönebeck (stad) om hun steun te winnen. Maar Ekhard kon niet meer bereiken dan dat er een nieuwe bijeenkomst werd georganiseerd in de palts van Werla en dat de Saksen tot die tijd geen andere kandidaten zouden steunen. Lotharius III van Walbeck die een persoonlijke wrok had tegen Ekhard, bewerkte intussen, samen met de Beierse edelman Hendrik van Schweinfurt, de Saksische edelen voor Hendrik. Op de bijeenkomst in Werla spraken de Saksen zich daardoor voor Hendrik uit.
Ekhard gaf niet op maar trok zich met zijn bondgenoten Bernhard I van Saksen en bisschop Arnulf van Halberstad terug om een nieuwe strategie te bedenken. Het drietal werd door bisschop Bernward van Hildesheim met zoveel eer ontvangen alsof Ekhard een koning was. Ekhard besloot tot onderhandelingen met Herman van Zwaben. Onderweg werd hij echter vermoord door het drietal Siegfried van Northeim en de gebroeders Udo en Hendrik van Kaltenberg.
Het lijkt erop dat deze moord niet politiek was maar een vereffening van een persoonlijke aangelegenheid. Uiteindelijk zou Hendrik met steun van de Saksen tot koning gekozen worden.

## Huwelijk en kinderen
Ekhard was gehuwd met Swanehilde (ca. 950 - 26 november 1014), de dochter van Hermann Billung. Herman was tweemaal getrouwd en het is niet duidelijk welke van zijn echtgenotes de moeder van Swanehilde was. Zij was weduwe van Thietmar I van Meißen. Uit hun huwelijk zijn de volgende kinderen geboren:
- Liutgard (ovl. 13 november ca. 1012), begraven in het klooster van Walbeck, uit Quedlinburg ontvoerd door Werner van Walbeck en in januari 1003 met hem getrouwd. Het paar kreeg geen kinderen. Werner stierf overigens in 1014 in gevangenschap nadat hij werd betrapt bij een poging om weer een vrouw te ontvoeren.
- Herman I van Meißen
- Ekhard II van Meißen
- Gunther hofkapelaan (1001), keizerlijk kanselier (1009), aartsbisschop van Salzburg
- Eilward (ovl. 24 november 1023), hofkapelaan, bisschop van Meißen, begraven in de kathedraal van Meißen
- Mathilde, gehuwd met graaf Diederik II van Wettin, graaf in Eilenburg, graaf in de Hassegau, markgraaf van de Oostmark/Lausitz, grootmoeder van Koenraad de Grote, markgraaf van Meißen
- Oda (-1025), gehuwd met Bolesław I van Polen.
- Een mogelijke zoon was Godschalk, gehuwd met Gertrude, een kleindochter van Egbert Eenoog. In 1019 zijn zij gescheiden[1].

## Begrafenis
Ekhard en Swanehilde zijn beiden begraven in het klooster van Kleinjena. Hun lichamen zijn in 1028 verplaatst naar de Georgskirche in Naumburg (Saale).